# Hideyuki Tanaka
Hideyuki Tanaka (田中 秀幸, Tanaka Hideyuki) é um seiyū (dublador), ator e narrador japonês, nascido em 12 de novembro de 1950 em Tóquio. Ele é um formado do Toho Gakuen School of Music e atualmente está sendo representado pela Aoni Production.

## Personagens
- Dokaben (1976) (Tarō Yamada)[1]
- Captain Tsubasa (1983) (Roberto Hongo)[1]
- Cardcaptor Sakura (1998) (Fujitaka Kinomoto)[1][2]
- City Hunter/Angel Heart (Hideyuki Makimura)[3]
- Detective Conan (1997) (Yūsaku Kudō)[1]
- Kinnikuman (1983) (Terryman)[1]
- Monster (2005) (Wolfgang Grimmer)[1]
- One Piece (2003) (Donquixote Doflamingo)[1]
- Watashi No Ashinaga Ojisan (1990) (Jervis Pendleton)[1]
- Saint Seiya (Aiolia de Leão)[1]
- Sazae-san (2019-presente) (Masuo Fuguta)[4]
- Slam Dunk (1993) (Kiminobu Kogure e narração)[1]
- World Trigger (2014) (Replica)[5]